# 랑게르한스 세포

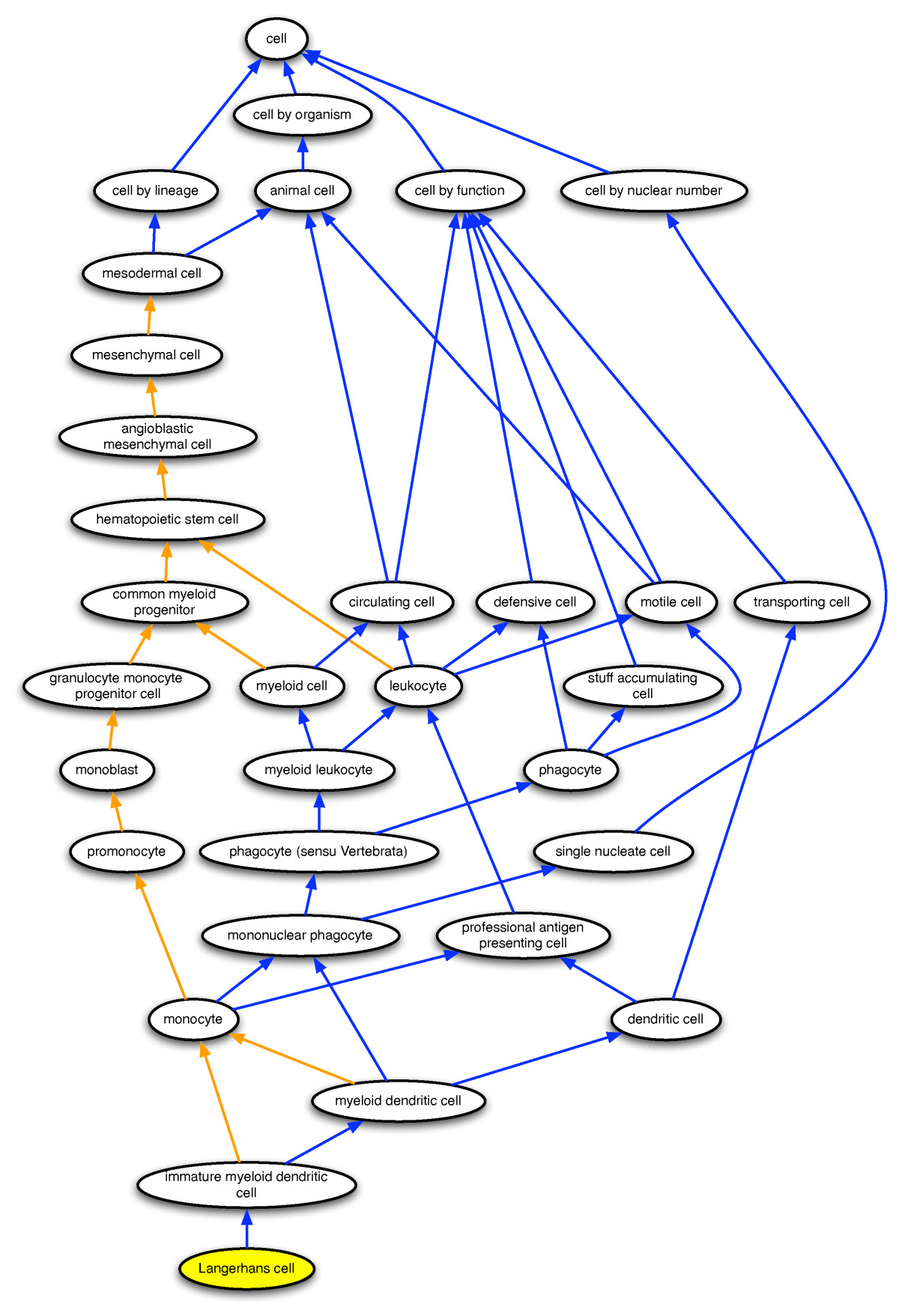
랑게르한스 세포를 세포 온톨로지를 통해 표현한 그림. 랑게르한스 세포는 가장 밑의 노란색 타원에 있다.

랑게르한스 세포(Langerhans cells, LC)는 피부 조직에 상주하는 수지상세포이다. 버벡과립이라는 세포 소기관을 안에 가지고 있다. 랑게르한스 세포는 표피의 모든 층에 존재하며 특히 유극층에서 가장 지배적이다. 또한 진피의 가장 위층인 유두진피에서 특히 혈관 주변에 존재한다. 입의 점막, 포피, 질 상피 등에도 많다. 림프절과 같은 다른 조직에서도 발견될 수 있으며 이 경우 특히 랑게르한스 세포 조직구증(LCH)와 같은 질환과 연관되어 나타난다.

## 기능
피부에 감염이 발생하면 국소 부위의 랑게르한스 세포가 미생물의 항원을 섭취하고 가공하여 항원제시세포의 역할을 한다.
일반적으로 조직 상주 대식세포는 면역 항상성과 세포자멸사된 세포를 탐식하는 데에 관여한다. 그러나 랑게르한스 세포는 수지상세포와 비슷한 작용을 하여, 림프절로 이동하고 미접촉 T세포와 상호작용할 수도 있다.
랑게르한스 세포는 원시 골수계 전구세포로부터 유래한다. 이 전구세포는 임신 첫 3개월 동안 배아 바깥의 난황낭에서 유래한다. 정상적인 상황에서는 일생 동안 국소 부위에서 증식하여 보충되어 쭉 존재한다. 만약 감염 등으로 인해 피부에 심하게 염증이 발생하면 혈액의 단핵구가 해당 부위로 동원되어 랑게르한스 세포로 분화할 수 있다.
랑게린(CD207)은 랑게르한스 세포와 수지상세포에서 발견되는 단백질이다.

## 임상적 중요성

### 랑게르한스 세포 조직구증
희귀병인 랑게르한스 세포 조직구증(LCH)에서는 랑게르한스 세포와 비슷한 세포가 과도하게 생산된다. 그러나 LCH의 세포 염색은 CD14 양성으로 나타난다. CD14는 단핵구의 표지자이다. LCH는 피부, 뼈, 기타 다른 기관을 손상시킬 수 있다.

### HIV
랑게르한스 세포는 HIV가 성적으로 전파됐을 때 첫 표적 세포가 될 수 있다. 또한 HIV의 표적, 저장고, 다른 기관으로 파종될 때의 매개체가 될 수도 있다.
랑게르한스 세포는 인간의 포피, 질, 구강의 점막에서 발견될 수 있다. 구강 점막에는 질 점막이나 포피에 비해 비교적 랑게르한스 세포가 덜 집중되어 있다. 이것이 시사하는 사실은 구강 점막이 질이나 포피에 비해 HIV의 감염원이 될 가능성이 낮다는 것이다.

### 인유두종 바이러스
고위험 인유두종 바이러스(HPV)는 성적으로 전파되는 바이러스로서 자궁경부암, 질암, 항문암, 두경부암 같은 전 세계적으로 중대한 발병률과 사망률을 보이는 여러 암과 관련되어 있다. 자궁경부암 환자의 절반 이상이 암을 일으키는 가장 고위험 유전자형인 HPV16과 관련되어 있다. HPV16은 상피의 기저세포에 감염되어 상피층의 랑게르한스 세포와 상호작용한다. 랑게르한스 세포는 상피에 침투한 병원체에 대한 면역 반응을 개시하는 역할을 한다. 그러나 HPV는 생체외(in vitro)에서는 랑게르한스 세포를 활성화하지 않는데, 이 사실은 HPV가 생체내(in vivo)에서 면역계의 탐지를 회피하는 주요 기전에 해당할 수 있다. 특히 HPV16은 아넥신 A2/S100A10 이종사량체를 통해 랑게르한스 세포로 들어가 억제성 신호를 내고, 결과적으로 랑게르한스 세포에 의해 매개되는 면역 반응을 결핍시킨다. 이 랑게르한스 세포를 표적으로 한 면역 회피 기전은 서로 다른 HPV 유전자형 사이에서 보존되어 있는 것으로 보이며, 이로 인해 여러 서로 다른 HPV 유전자형이 염증 반응 없이 면역계에 탐지되지 않은 채로 살아갈 수 있다. 이 비활성화 상태의 랑게르한스 세포에 노출된 T세포는 무반응 상태가 아니므로 이후 적절한 자극을 받아 HPV에 대항해 활성화될 수 있다.
HPV에 의해 유도된 자궁경부의 병변에서 랑게르한스 세포는 돌기가 없는 구 모양을 하고 있으며, 생체내에서 억제성 사이토카인인 IL-10을 분비하는 것으로 나타났다. 추가적으로 IL-10을 방출하는 면역억제성 랑게르한스 세포의 수와 병변에서 방출된 IL-10의 양이, 조직병리학적 심각성과 HPV의 양에 상응한다는 사실도 밝혀졌다. 이 사실은 HPV가 랑게르한스 세포를 표적으로 하는 생체내의 능동적인 면역억제 기전의 근거가 된다.

### 뎅기열
랑게르한스 세포는 뎅기열의 원인 바이러스가 발달하는 동안에도 첫 표적 세포가 된다.

### 노화로 인한 기능 감소
노화가 진행될수록 랑게르한스 세포의 이동 능력은 떨어진다. 이로 인해 면역이 손상되며 피부는 감염병이나 암에 더 노출되기 쉬워진다.

## 역사
랑게르한스 세포의 이름은 독일의 의사이자 해부학자인 파울 랑게르한스의 이름에서 붙여졌다. 랑게르한스는 그가 21살의 의과대학생이었을 때 이 세포를 발견하였다. 랑게르한스 세포의 돌기가 가지돌기를 닮았기 때문에 그는 이 세포가 신경계에 속한다고 잘못 생각하였다. 전자현미경이 발달하면서 랑게르한스 세포가 신경계에 속한다는 주장은 반증되었다. 그 후 1960~70년대 들어 형태적인 유사성과 더불어 백반증 환자에서 파괴된 멜라닌세포의 자리를 랑게르한스 세포가 차지하고 있다는 점 때문에 랑게르한스 세포가 멜라닌세포와 발생학적으로 관련이 있다는 주장이 제기되기도 하였다. 랑게르한스 세포와 각질세포가 발생 과정을 공유한다는 주장도 있었다. 그러나 1970년대 중반 이후로 랑게르한스 세포가 골수에서 유래하는 백혈구라는 사실, 랑게르한스 세포가 풍부한 표피세포는 랑게르한스 세포가 없는 표피세포와 달리 항원 특이적인 T세포 증식을 강력하게 자극한다는 사실 등 여러 가지 새로운 연구 결과가 발표되면서 랑게르한스 세포의 면역계 기능이 제대로 밝혀졌다.

## 같이 보기
- 사람 세포 유형 목록